# 장뤽 피카드

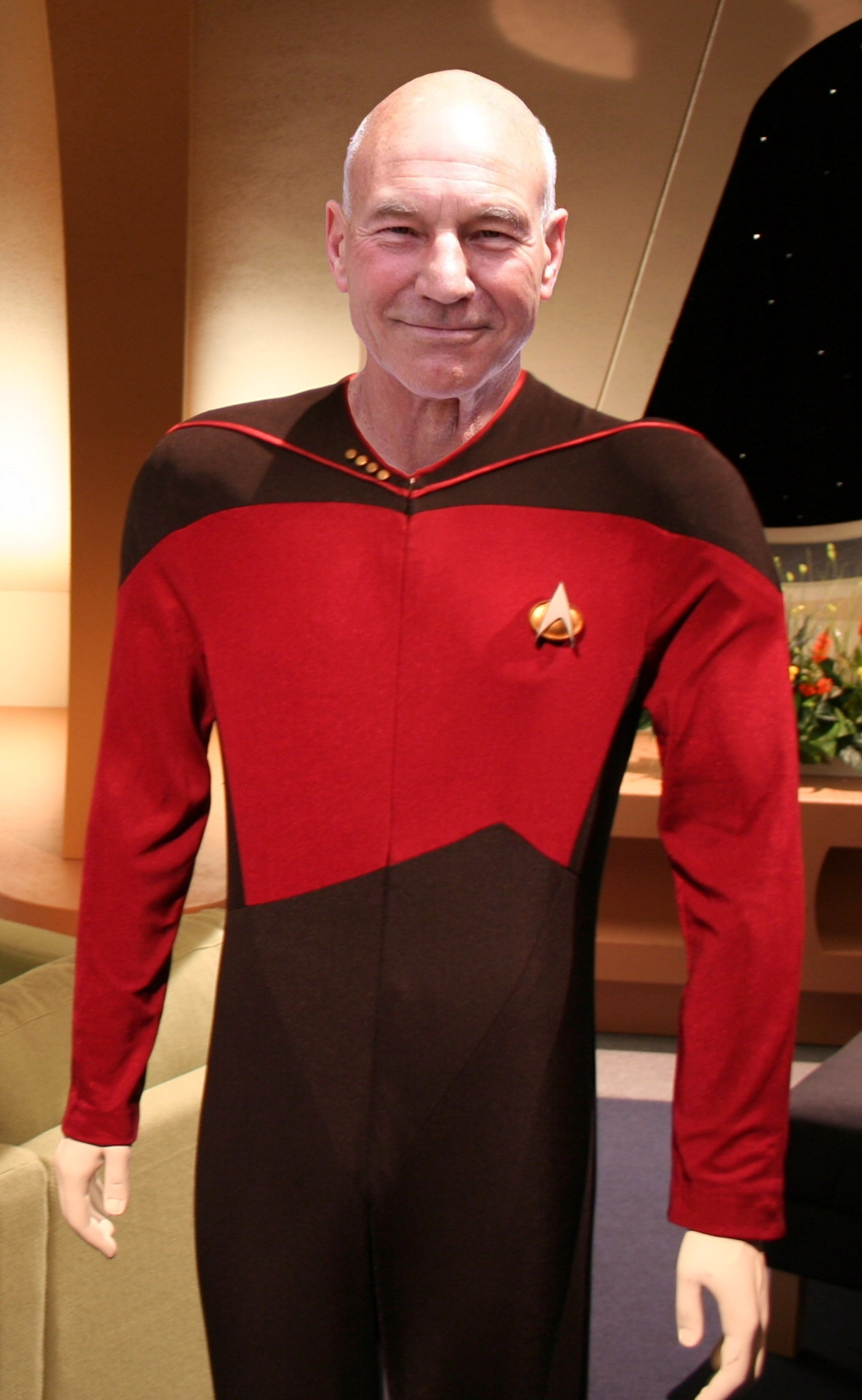
장뤽 피카드

장뤽 피카드(Jean-Luc Picard)는 미국의 공상과학 드라마, 스타 트렉: The Next Generation에 나오는 등장인물이다. 그의 역할을 연기하는 배우는 영국의 원로 배우 패트릭 스튜어트이다.